# Thannhausen, Steiermark
Thannhausen là một đô thị thuộc huyện Weiz thuộc bang Steiermark, nước Áo. Đô thị Thannhausen, Steiermark có diện tích 33,47 km², dân số thời điểm cuối năm 2005 là 2358 người.